# Segunda Expedição Holandesa à Indonésia

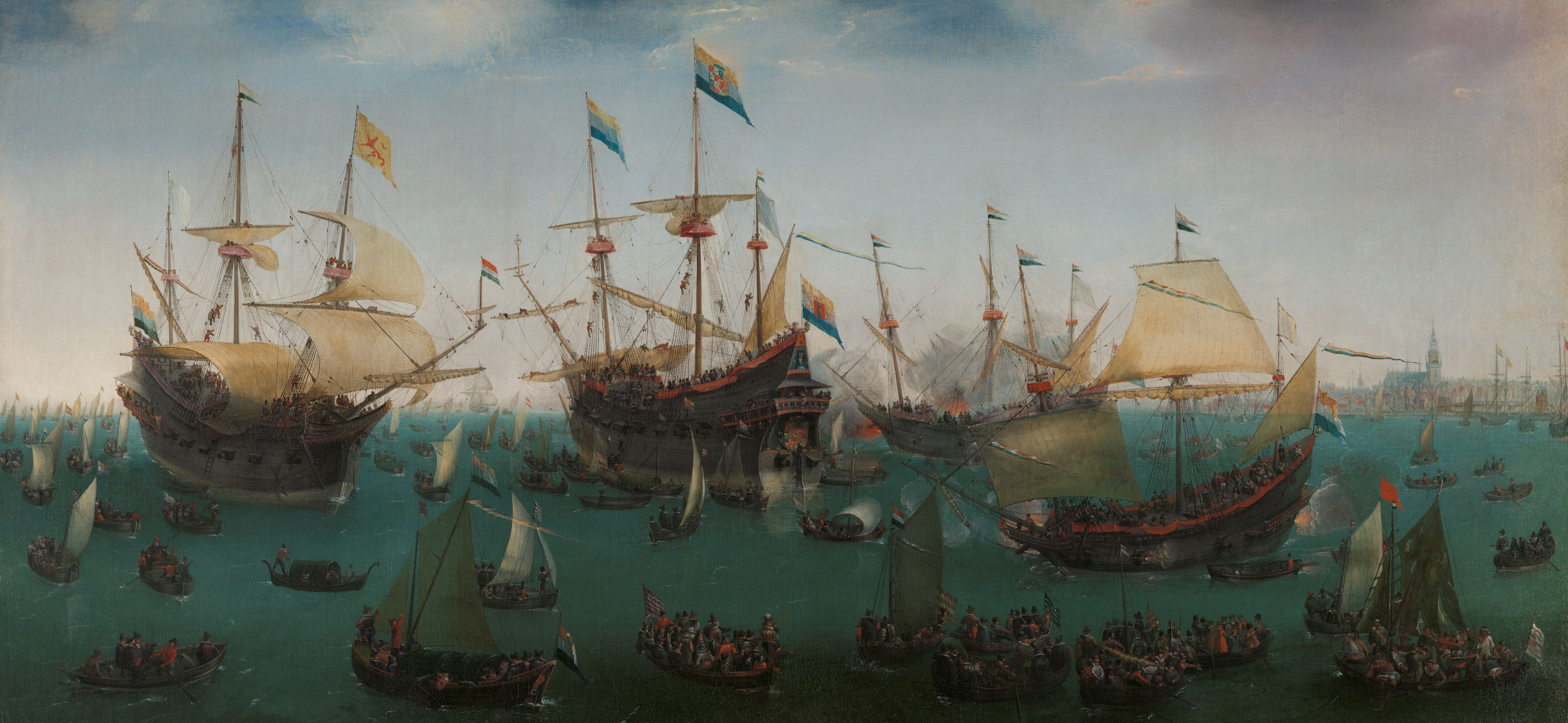

A Segunda Expedição Holandesa à Indonésia foi uma expedição feita entre os anos de 1598 e 1600, que consistiu de incursões dos holandeses àquelas ilhas asiáticas com objetivo de desenvolver o comércio de especiarias, o que levou à criação da Companhia das Índias Orientais holandesa. Foi conduzido por Jacob Cornelius van Neck.
O almirante van Neck foi escolhido como líder, com o vice-almirante Wybrand van Warwyck e o explorador ártico Jacob van Heemskerck como seus tenentes. Também estava a bordo Willem Janszoon. Em 1º maio de 1598, a frota, composta por oito navios, zarpou de Texel.